# Walter Edelmann
Walter Edelmann (* 1. August 1935 in Ludwigshafen am Rhein; † 1. September 2021) war ein deutscher Psychologe, der sich insbesondere mit Lernpsychologie befasst hat.

## Leben
Edelmann war Lehrer in Worms und Mainz und erwarb 1967 das Diplom für Psychologie an der Universität Mainz. 1971 erfolgte die Promotion an der RWTH Aachen, an der PH Rheinland war er anschließend als wissenschaftlicher Assistent und Dozent tätig. Nach der Habilitation wurde er 1974 Professor an der TU Braunschweig und dort 1989/91 Dekan des Fachbereichs Erziehungswissenschaft, bevor er 2001 emeritiert wurde.
Neben der universitären Forschung war Edelmann als Gutachter bei der „Lebenshilfe für das behinderte Kind“ und als psychologischer Sachverständiger beim Landgericht Aachen tätig.
Aus Edelmanns Ehe mit seiner Frau Gudrun (geb. Radloff) gingen zwei Töchter hervor.

## Werke
- mit Simone Wittmann: Lernpsychologie: Mit Online-Materialien. Beltz, 8. Aufl., 2019 ISBN 978-3621286015
- Suggestopädie und Superlearning. Suggestopädische Lernverfahren auf dem Prüfstand, 7. Auflage, Ansanger, Heidelberg 2007 (zuerst 1988)
- Entwicklungspsychologie: ein einführendes Arbeitsbuch. Kösel, 1980
- Einführung in die Lernpsychologie, Band 3. Kösel, 1979
- Schreiben lernen: experimentelle Untersuchungen zur Psychomotorik des Schreibenlernens und zur Frage der Schreibmaterialien in der Grundschule. Schwann, 1972
- Experimentell-apparative Untersuchungen zur Psychomotorik des Schreibenlernens und zu den Wechselbeziehungen zwischen Schreibentwicklung, Schreibmaterial und Schriftbild in der Grundschule. RWTH Aachen (Dissertation)